# Trio (film, 2019)
Pour les articles homonymes, voir Trio (homonymie).
Pour plus de détails, voir Fiche technique et Distribution.
Trio est un film franco-roumain réalisé par Ana Dumitrescu et sorti en 2019.

## Synopsis
Trio est un film à la frontière du documentaire et de la fiction. 

C’est l’histoire d’un amour à trois celui d’un homme, Gheorghe, de sa femme et d’un violon. 
La réalisatrice Ana Dumitrescu grande amatrice du violon de Gheorghe, est allé parcourir la vie de cet homme, de sa culture tzigane et de son quotidien.

Elle n’a pas cherché le folklore, préférant peindre les habitudes de ce couple au milieu de notes de violon. C’est un portrait de ces trois personnages, avec des moments d’une poésie simple, l’amour d’un couple et la force artistique de ce joueur de violon. 

Derrière ce bonheur, il y a la Roumanie d’aujourd’hui, sa réalité sociale dure et intense qui nous est rendue supportable par cette élégance simple de Gheorghe, sa femme et la musique. 

Trio est un voyage, on traverse des paysages, des hommes, des vies, un pays en mal d’identité et d’une musique douce et dansante.

## Fiche technique
- Titre : Trio
- Réalisation : Ana Dumitrescu
- Scénario : Ana Dumitrescu
- Photographie : Ana Dumitrescu
- Son : Jonathan Boissay
- Mixage son : Mathieu Nappez – L’Alhambra Studios (Rochefort)
- Montage : Ana Dumitrescu
- Musique : Gheorghe Costache
- Sociétés de production : Jules et Films - Studio Alhambra Colbert
- Pays de production :  France,  Roumanie
- Distribution : Barprod
- Durée : 82 minutes
- Date de sortie : France - 16 septembre 2020[1]

## Distribution
- Gheorghe Costache
- Sorina Costache